# Сарич, Никола
Никола Сарич (дат. Nikola Sarić; родился 6 января 1991, Сараево, СФРЮ) — датский футболист, нападающий клуба «Б.1908», экс-игрок молодёжных сборных Дании.

## Клубная карьера

### «Фано Болдклуб»
Сарич присоединился к своему первому клубу «Фано Болдклуб» в возрасте шести лет, все ещё находясь в датском лагере беженцев, до этого покинув Боснию во время Боснийской войны.

### «Херфёльге»
Сарич присоединился к профессиональному клубу «Херфёльге» в возрасте 13 лет. Он провел, в общей сложности, 5 сезонов с датской командой, главным образом, в молодёжной команде, а также три раза сыграв в основной команде, в последнем сезоне в клубе. В 2007 году Сарич был выбран Датской футбольной ассоциацией в качестве «Игрока Года (до 17 лет)» 2007 года. В возрасте 14 лет Сарич был приглашен на просмотр в «Тоттенхэм Хотспур» и «Барселону».